# Matthias Spott
Matthias Spott (* 26. Mai 1970) ist ein deutscher Ingenieur der Luft- und Raumfahrttechnik, Unternehmer, Investor, sowie Advisor, Board Member und Keynote Speaker. Er gilt als einer der Pioniere der New-Space-Bewegung in Europa und entwickelt seit 2014 NewSpace-Geschäftsmodelle. Er engagiert sich für die Kommerzialisierung der Raumfahrt und die Entwicklung des Weltraums als Wirtschaftsraum.

## Werdegang
Matthias Spott studierte Luft- und Raumfahrttechnik an der Universität Stuttgart sowie der Technischen Universität Braunschweig und der Universität Linköping in Schweden.
Danach folgten Stationen in unterschiedlichen Fach- und Führungspositionen bei der EADS – European Aeronautic Defence and Space Company (heute: Airbus SE), bei McKinsey & Company, bei General Electric, bei Roland Berger Strategy Consultants (heute Roland Berger) sowie zuletzt als Geschäftsführer bei der IABG – Industrieanlagen-Betriebsgesellschaft mbH.
Er ist Gründer mehrerer Raumfahrtunternehmen wie der LEOconomy Holding GmbH (2024), der Polaris Space Ventures GmbH (2021), White Rocket Group GmbH (2015)  sowie der eightyLEO Holding GmbH (2015), sowie Advisor und Board Member der POLARIS Raumflugzeuge GmbH und weiterer Unternehmen.
Aus der eightyLEO Holding GmbH ist 2017 die KLEO Connect GmbH entstanden. Mit dem Unternehmen sollte das von Spott maßgeblich entwickelte technisch-kommerzielle Konzept für eine unabhängige europäische Satellitenkonstellation umgesetzt werden.  Ziel war es, Breitband-Internetzugang aus dem All zu ermöglichen. Die dahinterstehende Unternehmensgruppe erhielt dafür vom Amt für Kommunikation aus dem Fürstentum Liechtenstein die vorläufigen Nutzungsrechte an den für den Betrieb erforderlichen Satellitenfrequenzen. Es gelang Spott und seinen Mitgründern zu der Zeit aber nicht, europäische Investoren für die Umsetzung des Projektes zu gewinnen. Die dann ab dem Jahr 2018 folgende Zusammenarbeit mit Investoren aus der Volksrepublik China begann zunächst vielversprechend, zerbrach aber im Jahr 2022, als sich unter anderem der Verdacht erhärtete, die chinesischen Investoren würden die Satelliten auch für das eigene Militär einsetzen wollen. Als im Zuge der weiter eskalierenden juristischen Auseinandersetzungen die chinesischen Mehrheitseigner das Unternehmen ganz übernehmen wollten, schaltete sich die deutsche Bundesregierung ein, die die chinesische Übernahme im Jahr 2023 schlussendlich verbot. Nach einer Neuaufstellung wird das Projekt inzwischen von der Rivada Space Networks GmbH zur Umsetzung gebracht.
Spott hatte die Satellitenfrequenz gemeinsam mit seinen Geschäftspartnern 10 Tage vor Elon Musk angemeldet. Musk schuf in der Folge mit seinem US-Raumfahrtunternehmen SpaceX das Satellitennetzwerk Starlink, das seit 2020 in verschiedenen Ausbaustufen Internetzugang bietet, seit 2023 weltweit. Spotts Werdegang wurde von einigen deutschen Medien direkt mit Musk verglichen.
Spott engagiert sich weiter für die Kommerzialisierung der Raumfahrtindustrie und für die Erschließung des Weltraums als Wirtschaftsraum. Sein 2024 gründete Unternehmen LEOconomy Holding GmbH hat zum Ziel, ein Ökosystem zu schaffen, das Raumfahrt- und Nicht-Raumfahrtindustrien zusammenbringt und den Aufbau eines europäischen Space-as-a-Service-Unternehmens ermöglicht.

## Mitgliedschaften
Er war Mitglied des DIN Executive Committee (2013–2018), Mitglied der Security Advisory Group der Europäischen Kommission (bis 2015), des Ausschusses für Sicherheit des Bundesverband der Deutschen Industrie e.V. (BDI) und Mitglied des Forums Verteidigung und Sicherheit des Bundesverband der Deutschen Luft- und Raumfahrtindustrie (BDLI) (beides bis 09/2014).
Spott ist Mitglied im Verein Deutscher Ingenieure, der Deutschen Gesellschaft für Luft- und Raumfahrt und der Deutschen Gesellschaft für Auswärtige Politik.
Mit seinen Unternehmen ist Spott Mitglied in der NewSpace Initiative des Bundesverband der Deutschen Industrie.